# Hudobin Potepin
Hudobin Potepin je slovenska pravljica, ki jo je napisal Fran Saleški Finžgar. Prvič je bila objavljena septembra 1944. Spada med štiri pravljice z naslovom Makalonca in sodijo v klasično slovensko mladinsko pripovedništvo. Makalonca prinaša pravljice, ki jih je pisatelj, kot pravi v uvodu, še kot študent slišal v kočah pri ovčarjih in črednikih in jih je zdaj na novo prepisal iz svojih zapiskov. Pravljica je v rokopisu razdeljena na posamezna poglavja, medtem ko so v natisnjenem besedilu dogodivščine razdeljene samo z nekaj večjimi presledki. naslovi poglavij: Pri ovčarju, Pri lovcu, Pri krojaču, Pri kmetu.

## Vsebina
Pravljica govori o drobnem hudičku - Hudobinu, ki pride na zemljo in tako ali drugače poskuša onesrečiti ljudi na zemlji. Želi premagati ljudi in poglavarju Luciferju prinesti človeške duše. Najprej se je preizkusil s pastirjem na pašniku. Tisti, ki bolj močno udari s korobačem ( bič za priganjanje ovc ), zmaga. Pastir mu je s pretvezo, da ne bo oglušel prevezal oči in ga z gorjačo udaril po glavi ter na ta način rešil svojo dušo. Ko si Hudobin opomore po prvem porazu, v gozdu sreča lovca Kolumbeža. Pomerila sta se v kajenju tobaka. Kolumbež mu je namesto pipe s tobakom ponudil puško s smodnikom in ga tako pretkano premagal. Tretja žrtev je bil krojač Krišpin, s katerim sta se v leseni koči pomerila v šivanju hlačnic, stiskanju kamnov in boju s sabljo (vatel). Hudobin je bil v vseh treh izzivih poražen. Hudiček ni obupal, zato se je odpravil v krčmo in se prelevil v mešetarja. Pri kartanju odkrijejo da goljufa, zato se s kmetom Zgubo odpravita domov. Tam mu v zameno za njegovo dušo ponuja denar. Pri tem ju zmoti kmetova žena. Iz peči ves črn pride dimnikar, Hudobin se ga ustraši in izgine. Na mizi kot opomin ostane ožgan črn madež, ostanek peklenske pogodbe. Hudiček gre seded pod Luciferjev stol za tisoč let, ker ni opravil svoje naloge.

## Analiza pravljice po Brunu Bettelheimu
Hudobin Potepin je pravljica, ki jo je Fran Saleški Finžgar zapisal po pripovedovanju drugih ljudi. Zato ima ljudski značaj. Uporablja se stara ljudska modrost, šaljivost in dobrota, kako sta si blizu vernost in prosta domišljija, ljubeznivost in pretresljiva resnobnost. Pravljica vsebuje prvine pravljičnih elementov - stopnjuje napetost (ali bo hudiček našel človeško dušo), ima zaplet (ko hudička najdejo pri goljufanju) in razplet je, kot se spodobi za pravljice, srečen (hudiček je v zaporu za tisoć let). 
Nenavadni dogodki (izziv s korobačem, Sveti Jurij, križec) in najbolj daljni (pekel, zemlja), a vseeno najbolj domači kraji, o katerih govori pripovedka, namigujejo na potovanje v globino naše duševnosti. Kljub preprostemu začetku in fantastičnim dogodkom v nadaljevanju, se rdeča nit zgodbe ne izgubi. 
Pripovedka Hudobin Potepin pripoveduje o tekmovanju med hudičkom in ljudmi različnih strok, o neizpolnjenih željah, o resnični kreposti, ki je prepoznavna, o kaznovanem zlu in o veri. Zgodba ni zapletena vendar vsebuje precej starinskih izrazov in je zato primerna za otroke po 10. letu starosti. Obsega le nekaj več kot deset strani, stavki so kratki in jasni, vsebina ne preveč zahtevna in nosi jasno primarno sporočilo -  na koncu vsak dobi tisto, kar si zasluži.
Hudobin Potepin  vsebuje nauk, ki nam pravi, da naj nikoli ne kličemo hudiča in ne preklinjamo saj imamo kasneje lahko hude posledice. Vsak naj prej dobro razmisli preden nekomu reče: "Vrag naj te vzame!"
Pripovedovalec:
- avktorialni ali vsevedni

Književni prostor:
- pekel,
- pašnik,
- gozd,
- krojačeva hiša,
- gostilna,
- kmetova hiša

Književni čas:
- približno 14 dni

Književne osebe:
- glavna:
  - hudiček Hudobin
- stranske:
  - pastir oz. ovčar
  - lovec Kolumbež
  - krojač Krišpin
  - kmet Zguba
  - poglavar Lucifer

Tema:
- tekma za človeško dušo.

Simbolika barv:
- Črna barva (črna glava, črn papir, črna lisa) je simbol ali podoba noči in teme, nevednosti, slepote, žalosti, trpljenja, smrti, zla. Črna je obljuba, da boš kmalu zvedel, česar še ne veš.

Sporočilo:
- Dobro na koncu vedno zmaga nad zlim.
- Ni na nas da sodimo druge.

## Interpretacija literarnih likov
V pravljici nastopa šest likov: hudobec Hudobin, ovčar oziroma pastir, lovec Kolumbež, krojač Krišpin, kmet Zguba in poglavar Lucifer.

### Glavni lik
- Hudobin je peklenšček z željo po človeških dušah. Prepričan da zmore vse in da je nepremagljiv, zato se z različnimi osebami preizkusi v različnih izzivih. V vseh je poražen, tudi na koncu, saj je bil za kazen v zaporu pod ognjenim Luciferjevim stolom tisoč let.

### Stranski liki
- ovčar oziroma pastirček: S Hudobinom se preizkusi v pokanju s korobačem (bič za priganjanje ovc). Ko opazi, da Hudobin zelo dobro poka s korobačem, ugotovi, da to ne more biti človek. Zato se priporoči Svetemu Juriju, ki mu pomaga premagati hudička.
- lovec Kolumbež: Lovec je takoj, ko je spoznal hudička videl, da peklenščku štrlita dva rožička in da je bolje, da se ga čim prej reši. Hudobin je želel kaditi njegov tobak, vendar mu je Kolumbež namesto pipe nastavil puško in ga tako premagal. Tudi lovcu je pomagal križec pokojne matere.
- krojač Krišpin: S hudičkom sta se pomerila kar v treh izzivih. V šivanju hlačnic (kdor prej sešije zmaga), v stiskanju kamnov (čigavi zdrobljeni kamni so bolj drobni) in v boju s sabljo (vatel). Če bi v vseh treh izzivih zmagal hudiček, bi mu krojač moral dati nekaj, kar ne tehta nič in ne meri nič (= duša). Krojač ga premaga v vseh izzivih.
- kmet Zguba: Zapil je že polovico svojega grunta. Za denar bi prodal tudi svojo dušo in le srečno naklučje mu pomaga, da je ne izgubi. Kmet se iz cele zgodbe nauči največ, saj ga madež na mizi opominja kaj se lahko zgodi, če se zopet zapije.
- poglavar Lucifer: Poglavar pekla, odloča o usodah svojih majhnih hudičkov. Njegovo poslanstvo je pridobiti čim več človeških duš.

## Motivno-tematske povezave, primerjava z drugimi literarnimi deli
Glavni motiv v pravljici Hudobin Potepin je motiv duše in pekla, ki ga najdemo tudi v Dantejevi Božanski komediji. Dante pravi, da ob rojstvu človek prejme neomadeževano dušo, ki jo z grehi umaže. K bogu se ne more vrniti, dokler ni duša čista. Duša tako preide tri stopnje, ki so obenem sklopi Božanske komedije: človeško (pekel), odlaga (vice) in obnovo (nebesa). Ko se očisti vsega človeškega, jo sprejme slava večnega miru. Dante lahko po božji milosti obhodi pekel, vice in nebesa. Predstavlja alegorijo človeške duše. Motiv hudiča najdemo tudi v pravljici Vrag se ženi in v Vragovi nevesti. V obeh pravljicah nastopa hudič ravno tako kot v Hudobinu Potepinu v različnih osebah in vlogah, z namenom da bi škodil ljudem.

## Izdaje
- Fran Saleški Finžgar: Makalonca, Ljubljana: Nova založba, 1944
- Fran Saleški Finžgar: Makalonca, Ljubljana: Družba sv. Mohorja, 1958
- Fran Saleški Finžgar: Zbrano delo, Ljubljana: DZS, 1979
- Fran Saleški Finžgar: Makalonca, Celje: Mohorjeva družba, 1988 ( Jože Šifrer-avtor dodatnega besedila )
- Fran Saleški Finžgar: Makalonca, Ljubljana: Mladinska knjiga, 1991